# Thank You, Vol. 2
Thank You, Vol. 2 es el quinto álbum de estudio del guitarrista alemán Michael Schenker, publicado en 2002 por el sello Steamhammer. Además es el segundo de la serie de discos acústicos Thank You. Luego de algunos discos con invitados especiales y cargados al heavy metal, Michael decidió retornar a los sonidos acústicos de su disco debut. Para este, además del rock instrumental agregó algunos toques del metal neoclásico.

## Lista de canciones
Todas las canciones escritas por Michael Schenker, a menos que se indique lo contrario.

| N.º | Título                  | Escritor(es)            | Duración |  |
| 1.  | «Reflection of my Soul» |                         | 4:07     |  |
| 2.  | «Between You and Me»    | Schenker, Graham Parker | 5:31     |  |
| 3.  | «I Am Sorry»            |                         | 4:48     |  |
| 4.  | «The Greatness in You»  |                         | 5:06     |  |
| 5.  | «From Me With Love»     |                         | 3:44     |  |
| 6.  | «Life Brings Me to You» |                         | 2:46     |  |
| 7.  | «I Am Learning»         |                         | 3:23     |  |
| 8.  | «Born to Overcome»      |                         | 4:10     |  |
| 9.  | «Create and Let Go»     |                         | 3:07     |  |
| 10. | «My Life With You»      |                         | 3:58     |  |
| 11. | «Sound of Love»         |                         | 4:24     |  |

## Músicos
- Michael Schenker: guitarra acústica